# Турурав I (правитель Гумбета)
Турарав (авар. Тӏурурав, Тӏурулав (ум. ок. 1645 года)) — потомок аварских ханов, владетель Мехельта и близлежащих деревень и Гумбета.

## Биография
В феврале 1615 года в «Отписке терского воеводы Петрушки Головина в Посольский приказ о походе терских ратных людей и терских окочан по просьбе кумыкских князей и мурз против эндерейского владельца Салтан-Магмута и соединившихся с ним людей окоцких и мичкизских кабаков» впервые упоминается сын Каракиши – «Турлов князь». Документ рассказывает о том, что стрелецкий голова Лукьян (Лука) Вышеславцов с терскими ратными людьми ходил в поход на горцев. 4 февраля 1615 года он вернулся в Терский городок и доложил Головину, что у них был бой с Салтан-Магмутом и его союзниками мичкизами, «окотцкими людьми» и Турловым. У горцев в том бою «побили до смерти 140 человек». Там же сказано: «И на том де, государь, бою твои государевы ратные люди убили горсково Турлова князя сына…».
В 1616 году Турлов-мурза был уже на Российской службе и получал «государево жалованье». В 1620 году «уварский» Нуцал князь, брат его Сулеман-мурза и Чёрного князя сын Турлов «челом били» государю царю и великому князю «всеа Русии» Михаилу Фёдоровичу Романову.
Турарав распространил свою власть — как гласит одно из исторических преданий, записанное в 1-й половине XIX века, — на среднюю и нижнюю части бассейна Аргуна, то есть на историческую Чечню. Произошло же это событие следующим якобы образом: после убийства эндереевскими «эмирами» двух «родственников» правителя Гумбета, возникла «долговременная вражда», ради прекращения которой — пишет А.Бакиханов, — эндереевцы были вынуждены, в I-ой половине XVII века, пойти на передачу «во владение» Турураву, как «наследнику» убитых гумбетовцев, таких вот чеченских земель: Чечен-Аул, Атага, Шали «и прочие».
У князя Турурава было шесть сыновей: старший сын (имя неизвестно), был убит в 1615 году, Алибек, Алихан, Загаштук, Мухаммад (упом. под 1665 год) и Оцоми (упом. под 1665 год)..
Возможно, что именно от старшего сына Турарава, происходил нобиль по имени Хучубар, упоминаемый под 1658—1678 г.г., который считался «племянником» вышеперечисленных сыновей князя Турурава; в одном российском документе от 1661 года этот Хучубар Турлов (у русских XVII в. «Кучбарка»)(прообраз знаменитой песни о Хочбаре Гидатлинском) назван, однако, братом Алибека, и таким образом мог быть сыном самого Турарава.
Один из вариантов фамильного предания Турловых увязывает проблему равнинной Чечни и распространения на нее княжеской власти данных потомков Андуник-нуцала Аварского с личностью Алибека - сына Турурава I, который упоминается в русских архивных материалах под 1658 год и несколько позднее. Вследствие же этого, в свою очередь, в чеченской историографии появилось мнение: Турловы «стали переселяться» из дагестанского Гумбета «в низовья Аргуна» в 40-е годы XVII века, делая это «то ли по приглашению местного населения», то ли в качестве первопоселенцев. Вместе с учётом данных версий, и, соответственно, датировок, однако, нельзя будет исключить — если следовать тут варианту толкования российских архивных материалов XVI века, где упоминается дорога из Прикаспия в Грузию, — и того, что Турловы получили власть над Приаргуньем ещё в XVI столетии, причём из рук нуцала Аварии, у которого одна из ставок-урду находилась тогда (XVI век) в предгорной части современной Чечни.
Турараву наследовал его четвёртый сын — Загаштук.